# Chelidonichthys gabonensis
Chelidonichthys gabonensis is een straalvinnige vissensoort uit de familie van ponen (Triglidae). De wetenschappelijke naam van de soort is voor het eerst geldig gepubliceerd in 1955 door Max Poll & Roux.